# 俄罗斯苏维埃联邦社会主义共和国最高苏维埃主席团
俄罗斯苏维埃联邦社会主义共和国最高苏维埃主席团是俄罗斯苏维埃联邦社会主义共和国于1938年至1990年间俄罗斯苏维埃联邦社会主义共和国的最高立法机关——俄罗斯苏维埃联邦社会主义共和国最高苏维埃的常务机关，领导人为主席团主席。该主席团是由俄罗斯苏维埃联邦社会主义共和国最高苏维埃选举出来负责日常事务的。

## 前任机构
主席团的前任机构是全俄罗斯中央执行委员会。

## 政治意义
基于俄罗斯苏维埃联邦社会主义共和国在经济改革时期之前仅在苏联的控制下享有有限的自治权和基于实际的执行权力掌握在苏联共产党的手里，俄罗斯的最高苏维埃的存在仅仅是形式上的，其主席团亦是如此。然而，在1990年初，当新选出俄罗斯人民代表大会分裂为共产党派和其反对派时起到了巨大作用。

## 历任主席团主席
- 阿列克谢·巴达耶夫（1938年7月19日-1944年3月4日）
- 尼古拉·什维尔尼克（1944年3月4日-1946年6月25日）
- 伊万·弗拉索夫（1946年6月25日-1950年7月7日）
- 米哈伊尔·塔拉索夫（1950年7月7日-1959年4月16日）
- 尼古拉·伊格纳托夫（1959年4月16日-11月25日）
- 尼古拉·奥尔加诺夫（1959年11月25日-1962年12月10日）
- 尼古拉·伊格纳托夫（1962年12月10日-1966年11月14日）
- 米哈伊尔·雅斯诺夫（1966年12月13日–1985年3月26日）
- 弗拉基米尔·奥尔洛夫 (1985年3月26日–1988年10月3日)
- 维塔利·沃罗特尼科夫 (1988年10月3日–1990年5月16日)

注释: 1991初期，国家的执行权力从最高苏维埃主席团主席转移至新设立的俄罗斯总统。1991年叶利钦当选总统后，鲁斯兰·哈斯布拉托夫继任了主席团主席。

## 后续机构
在1991年12月25日苏联解体后，俄罗斯最高苏维埃成为俄罗斯联邦的代理议会，后在1993年俄罗斯宪政危机被解散，其权利由俄罗斯联邦会议继承。